# Anomala clodia
Anomala clodia är en skalbaggsart som beskrevs av Ohaus 1925. Anomala clodia ingår i släktet Anomala och familjen Rutelidae. Inga underarter finns listade i Catalogue of Life.